# ホモセリンデヒドロゲナーゼ
ホモセリンデヒドロゲナーゼ（homoserine dehydrogenase）は、次の化学反応を触媒する酵素である。
L-ホモセリン+ NAD(P)+ {\displaystyle \rightleftharpoons } L-アスパラギン酸-4-セミアルデヒド+ NAD(P)H + H+
の酵素反応を触媒する酵素である。この反応ではL-ホモセリンとNAD+（またはNADP+）の2種の基質からL-アスパラギン酸-4-セミアルデヒドとNADH（またはNADPH）、H+の3種の生成物が生じる。
酸化還元酵素に属し、L-ホモセリンはその電子供与体、NAD+（またはNADP+）は電子受容体としてはたらく。この酵素は、グリシン・セリン・トレオニン・システイン・メチオニンの代謝および、リシンの生合成に関与している。
系統名ではL-homoserine:NAD(P)+ oxidoreductase。